# Jorge Álvaro Sarmientos
Jorge Álvaro Sarmientos (* 19. Februar 1931 in San Antonio Suchitepéquez; † 26. September 2012 in Guatemala-Stadt) war ein guatemaltekischer Komponist, Dirigent und Schlagzeuger. Seine u. a. vom französischen Impressionismus beeinflusste Musik zeigt deutlich indigene Züge. Zu seinen beliebtesten Werken zählte das Konzert für Marimba und Orchester, das 1958 mit Vida Chenoweth, die es angeregt hatte, als Solistin uraufgeführt wurde.

## Leben
Sarmientos kommt von der populären und Jazz-Musik her. Als Sohn eines armen Landarbeiters wuchs er mit der Marimba auf und lernte viele bekannte Spieler schon als Junge kennen. Zudem verfügte er über die Gabe des absoluten Gehörs. Von 1947 bis 1953/54 studierte er am Conservatorio Nacional de Música in Guatemala-Stadt Klavier, Klarinette und Saxophon, u. a. bei Franz Ippisch. Er gewann mehrere Preise und gründete eine Bigband. Von 1955 bis 1971 ernährte er sich als Solopauker und Erster Schlagzeuger im nationalen Sinfonieorchester. Er vervollständigte seine Ausbildung an der École normale de musique de Paris (1955/56) und schließlich am lateinamerikanischen Zentrum des Instituto Torcuato di Tella in Buenos Aires (1965/66). Hier setzte er sich erstmals mit der Zwölftonmusik auseinander. Zu Sarmientos Lehrern zählten, an verschiedenen Orten, Ricardo Castillo, José Arévalo Guerra, Alberto Ginastera, Nadia Boulanger und Darius Milhaud, außerdem nahm er Kurse in Orchesterleitung bei Pierre Boulez (1969) und Sergiu Celibidache (1972).
Von 1972 bis 1991 amtierte Sarmientos, neben dem Chefdirigenten Ricardo del Carmen, als musikalischer und künstlerischer Leiter des Orquesta Sinfónica Nacional von Guatemala. Hinzu kamen Verpflichtungen in Mexiko (1980/81), verschiedene Lehraufträge und etliche Gastspiele als Dirigent in Übersee, darunter Japan, wo er eine Sinfonische Dichtung über Hiroshima schrieb. Das Amt im nationalen Sinfonieorchester hatte er nach einer „Verständigung“ mit den herrschenden Generälen erlangt, die ihn streckenweise verfolgt und 1962 für drei Monate inhaftiert hatten. Sarmientos ist von Hause aus sozialkritisch eingestellt, was sich auch in einigen seiner Librettis niederschlug. Als seine erfolgreichsten und international populärsten Werke nennt er neben dem Marimbakonzert jene Sinfonische Dichtung El Destello de Hiroshima von 1994. Er habe sich selber stets „in der Rolle des komponierenden Kämpfers für die Menschenrechte, gegen soziale Ungerechtigkeit und gegen den offenen Rassismus in Guatemala, in der Rolle eines Mahners der Menschenwürde“ gesehen, schreibt Ponader. Sarmientos „Lieblingskomponist“, von dem er auch oft Werke aufführte, sei Maurice Ravel.
Sarmientos war Gründungsmitglied des Colegio de Compositores Latinoamericanos und ab 2000 Mitglied der spanischen Sociedad General de Autores y Editores. 1999 organisierte er zusammen mit seinen Kollegen Enrique Anleu Díaz, Dieter Lehnhoff, Igor Sarmientos und Manuel de Jesús Toribio das X Foro de compositores del Caribe (10. Forum der karibischen Komponisten).
Sarmientos ging in seinem Leben zwei Ehen ein, zuletzt 1960 mit Matilde. 2001 nahm er seinen 70. Geburtstag zum Anlass, sich aus dem Konzertleben zurückzuziehen. Bis 2004 lebte er in Guatemala-Stadt, seitdem außerhalb der Hauptstadt in einem eigenen Haus. Er war zeitlebens immer wieder im Jazz aktiv, darunter 1958 als Pianist in einem Trio mit elektrischer Gitarre und Bass. 2005 dirigierte er die Mosaico Jazz Big Band bei einem Fest in der Hauptstadt.
Sarmientos fühlte sich nie einer „Schule“ angehörig oder auch nur „kompositorischen Richtlinien“ verpflichtet. Er nehme, was er für seine Vorstellung von Musik gebrauchen könne, sagte er einmal in einem Interview. So habe er in Destello Tonales, Bitonales, Polytonales und chromatische Klangblöcke verwendet, ohne Rücksicht auf Konventionen oder aktuelle Moden. Sarmientos erhielt zahlreiche Auszeichnungen, darunter die Orden Andrés Bello (Venezuela, 1990), Soberana del Congreso Nacional (Guatemala, 1998) und Quetzal de Jade Maya (Guatemala, 1999).
2011 wurde ihm der japanische Orden der Aufgehenden Sonne, 4. Klasse verliehen.

## Werke
- Tres preludios für Klavier, 1949
- Funeral y romance für Klavier, 1950
- Tres bocetos, Homenaje a Debussy für Klavier, 1952
- Tocatta für Klavier, 1952
- Suite für Violine und Klavier, 1952
- Cinco Estampas Cakchiqueles Descriptivas für Orchester, 1953
- Doce preludios für Klavier, 1953–54
- Concierto für Viola und Orchester, 1954–55
- David y Betzabé Los Salmos, sinfonische Dichtung, 1954–55
- Tres melodías en un recuerdo für Klavier, 1955
- Música para el ballet – drama El vendedor de máscaras, 1955
- Seis cantos de esperanza für Sopranstimme und Klavier, 1955
- Sexteto No. 1 für Klavier, Flöte, Oboe, Klarinette, Horn und Fagott, 1955
- Sonatina für Klavier, 1955–56
- Cinco expresiones für Klavier, 1955–56
- Primer concierto für Klavier und Orchester, 1956
- Cuatro estados de ánimo für Klavier, 1956–57
- El pájaro blanco, Ballett für Orchester, 1957
- Concierto, für Marimba und Orchester, 1957[5]
- Tres estampas de Popol Vuh, Ballett-Drama für Theater, Tanz, Chöre und Sinfonieorchester, 1958
- Música para la película El canto del barro, 1957–58
- Homenaje a Rabil Achi für Sopran, gemischten achtstimmigen Chor und Instrumentalensemble, 1959
- Plegaria tuneca für achtstimmigen Chor, 1959
- Segundo concierto für Klavier und Orchester, 1960
- Homenaje a Georgette Contoux de Castillo über drei Themen von Ricardo Castillo für Orchester und Klavier, 1960
- Homenaje a Fauré, Nocturno für Klavier, 1960
- Concierto für Oboe und Orchester, 1960
- Oda a la libertad für Orchester, 1961
- Concierto für fünf Pauken und Orchester, 1962
- Obertura popular für Orchester, 1962
- La conquista, Ballett-Drama für Chor, Theater, Tanz und Orchester, 1962–63
- Tres cuadros corales sinfónicos für Chor, Rezitator und Orchester, 1964
- Sinfonía Coreográfica für Orchester, 1965
- Sexteto No. 2 für Klavier, Flöte, Oboe, Klarinette, Horn und Fagott, 1965
- Preludio y danza orgiástica für Orchester, 1965
- Cuarteto de cuerdas, 1966
- Diferencias, Konzert für Cello und Orchester, 1967
- Tercer concierto für Klavier und Orchester, 1968–79
- Hommage, In memoriam Emilio Arenales Catalán für Orchester, 1969
- Planetarium für Orchester, 1969
- La muerte de un personaje für Orchester, 1970
- Concierto für Violine und Orchester, 1971
- Ofrenda y gratitud für Orchester, 1976
- Responso Hommage II, In memoriam Mario López Larrave für Orchester, 1977
- Improvisaciones für fünf Pauken und acht Perkussionisten, 1978
- Concertante für Klarinette und Orchester, 1981
- Nocturno für Klavier und Streichquartett, 1981
- Preludio y danza rítmica für vier Gitarren, 1981
- Bragarfonías für gemischten achtstimmigen Chor, Klavier, Pauken und Perkussion 1981
- Coropoema sinfónico Bolívar für Chor, Rezitator und Orchester, 1982
- Trío für Violine, Viola und Cello, 1984
- Trío für Violine, Cello und Klavier, 1987
- Homenaje a Ricardo Castillo für Orchester, 1991
- El Destello de Hiroshima, 1994